# Georgische Badminton-Mannschaftsmeisterschaft
Georgische Badminton-Mannschaftsmeisterschaften werden seit 1991 unregelmäßig vom Georgischen Badmintonverband ausgerichtet.

## Die Titelträger
| Saison    | Sieger                     |
| --------- | -------------------------- |
| 1991      | Martve Koutaisi            |
| 1992      | Trade Union Batoumi Team   |
| 1993 1996 | nicht ausgetragen          |
| 1997      | Shevardeni Tbilisi         |
| 1998      | Shevardeni Tbilisi         |
| 1999      | Shevardeni Tbilisi         |
| 2000      | Shevardeni Tbilisi         |
| 2001      | Shevardeni Tbilisi         |
| 2002 2013 | nicht ausgetragen          |
| 2014      | Shuttle Tbilisi (Junioren) |
| 2015      | Shuttle Tbilisi (Junioren) |
| 2016      | Shuttle Tbilisi (Junioren) |
| 2017      | Shuttle Tbilisi (Junioren) |
| 2018 2025 | nicht ausgetragen          |